# Уошито (гори)
Уошито (англ. Ouachita Mountains) — гірський хребет в центральній частині США, на території штатів Арканзас та Оклахома.
Довжина хребта становить 496 км. Максимальна висота — 839 м.
Хребет утворений серією паралельних пасом, складених вапняками та пісковиками. На схилах ростуть широколисті та соснові ліси. Є родовища кам'яного вугілля, бокситів, бариту.
На території гір Уошито розташований національний парк Хот-Спрінгс.